# Out of Step
Albums de Minor Threat
In My Eyes
(1981) Minor Threat
(1984)
Out of Step est un album de Minor Threat, sorti en 1984.

## L'album
Pitchfork le classe à la 100e place de sa liste des 100 meilleurs albums des années 1980. Il fait partie des 1001 Albums You Must Hear Before You Die.

### Titres
Tous les morceaux sont crédités au nom du groupe.
1. Betray (3:04)
2. It Follows (1:50)
3. Think Again (2:18)
4. Look Back and Laugh (3:16)
5. Sob Story (1:50)
6. No Reason (1:57)
7. Little Friend (2:18)
8. Out of Step (1:20)
9. Cashing In (titre caché de la version vinyle) (3:43)

### Musiciens
- Ian MacKaye : voix
- Lyle Preslar : guitare électrique
- Brian Baker : guitare rythmique
- Steve Hansgen : basse
- Jeff Nelson : batterie